# Бубернак Степан Іванович
Степа́н Іва́нович Буберна́к (нар. 28 вересня 1947, с. Салівка, нині село Ягільниця Чортківського району Тернопільської області) — український історик, краєзнавець, педагог, громадський діяч. Член ВУСК (2002).

## Життєпис
Закінчив Одеський університет (1979).
Працював у закладах культури, учителем Ягільницької середньої школи.
Створив музей історії родинного села (1979).

## Доробок
Автор книг:
- «Легенди про Ягільницю» (1997),
- «Доля моя з Україною злита» (1997),
- «Кабінет історії в школі» (1999),
- «Нетрадиційні типи уроків» (1999),
- «На калині мене мати колихала» (1999),
- «Моя стежина» (1999),
- «Читальня „Просвіти“ в Ягільниці» (2001),
- «Степан Батюк: учитель, митець, людина» (2001).

Автор статей і нарисів у часописах.

## Відзнаки та нагороди
- Заслужений працівник культури України (2003).
- Відзнака Президента України — ювілейна медаль «20 років незалежності України» (2011).[1]
- Орден «За заслуги» III ступеня (2016)[2].